# Soyulan
Soyulan är en ort i Azerbajdzjan.   Den ligger i distriktet Tərtər Rayonu, i den centrala delen av landet, 240 km väster om huvudstaden Baku. Soyulan ligger 130 meter över havet och antalet invånare är 431.
Terrängen runt Soyulan är platt, och sluttar brant österut. Runt Soyulan är det ganska tätbefolkat, med 129 invånare per kvadratkilometer.. Närmaste större samhälle är Barda, 8,8 km nordost om Soyulan.
Trakten runt Soyulan består till största delen av jordbruksmark.